# Kayla Ewell

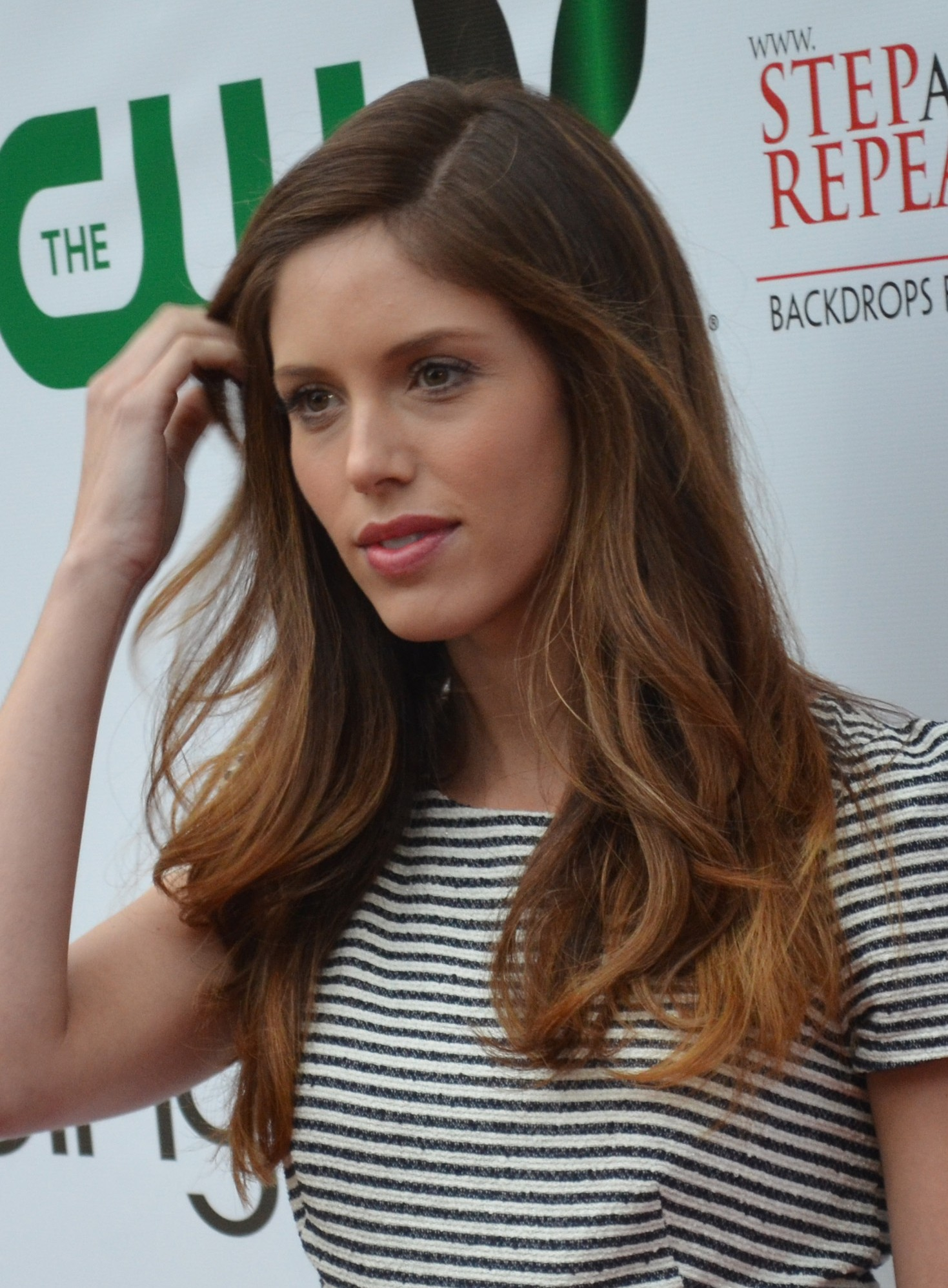
Kayla Ewell (2012)

Kayla Noelle Ewell (* 27. August 1985 in Long Beach, Kalifornien) ist eine US-amerikanische Schauspielerin. Bekannt ist sie vor allem als Vicki Donovan aus der Serie Vampire Diaries.

## Leben und Karriere
Bereits in ihrer Kindheit interessierte sich Ewell für die Schauspielerei und feierte 2000 ihr Fernsehdebüt in der Serie Voll daneben, voll im Leben. Es folgten Gastrollen in Serien wie Profiler (2000) und Boston Public (2004). Ewell wurde außerdem für einen Coca-Cola-Werbespot engagiert.
Im Januar 2004 stieg Ewell bei Reich und Schön ein und verkörperte dort die Caitlin Ramirez. Im Frühjahr 2005 wurde sie aus ihrem Vertrag entlassen und war als wiederkehrende Nebendarstellerin zu sehen, bis sie im Juli 2005 endgültig die Serie verließ.
Danach spielte Ewell die Rolle der Casey in der Serie O.C., California (2005). Größere Bekanntheit erlangte sie dann in den Serien Entourage (2008) und Vampire Diaries (2009–2017). In Vampire Diaries spielte Ewell die Rolle der Vicki Donovan, welche zu Beginn der ersten Staffel der Fantasy-Serie eine der Hauptpersonen war. Nach sieben Folgen starb sie den Serientod, tauchte aber im Staffelfinale der zweiten Staffel wieder auf. Außerdem kommt sie in der achten Staffel der Serie für zwei Folgen wieder zum Einsatz.
Am 5. Januar 2015 gab sie via Twitter/Instagram ihre Verlobung mit dem Schauspieler Tanner Novlan bekannt. Die beiden heirateten am 12. September 2015 in Los Angeles. 2019 wurden sie Eltern einer Tochter.

## Filmografie (Auswahl)
- 2000: BloodHounds, Inc. (Fernsehserie)
- 2000: The Sullivan Sisters (Fernsehserie, 1 Folge)
- 2000: Profiler (Fernsehserie, Folge 4x15 Der Mäusekönig)
- 2000: Voll daneben, voll im Leben (Freaks and Geeks, Fernsehserie, 3 Folgen)
- 2004: Boston Public (Fernsehserie, 2 Folgen)
- 2004–2005: Reich und Schön (The Bold and the Beautiful, Fernsehserie, 132 Folgen)
- 2005: O.C., California (The O.C., Fernsehserie, 3 Folgen)
- 2006: Veronica Mars (Fernsehserie, Folge 2x18 Ich bin Gott)
- 2006: Zum Glück geküsst (Just My Luck)
- 2006: Material Girls
- 2006: Close to Home (Fernsehserie, Folge 2x06 Mauer des Schweigens)
- 2008: Ein Tag blau (Senior Skip Day)
- 2008: Impact Point – Im Netz des Stalkers (Impact Point)
- 2008: Entourage (Fernsehserie, 3 Folgen)
- 2009: Fired Up!
- 2009: Bones – Die Knochenjägerin (Bones, Fernsehserie, Folge 4x17 Das Salz in den Wunden)
- 2009, 2011, 2014, 2017: Vampire Diaries (The Vampire Diaries, Fernsehserie, 17 Folgen)
- 2010: CSI: Den Tätern auf der Spur (CSI: Crime Scene Investigation, Fernsehserie, Folge 10x20 Schluss mit lustig!)
- 2010: Scoundrels (Fernsehserie, Folge 1x06 Birds of a Feather Flock Together)
- 2010–2011: Dr. House (House, Fernsehserie, 2 Folgen)
- 2011: Keeping Up with the Randalls (Fernsehfilm)
- 2011: The Glades (Fernsehserie, Folge 2x11 Beached)
- 2012: Franklin & Bash (Fernsehserie, Folge 2x07 Summer Girls)
- 2013: Charlie’s Friseurladen – Der lange Weg nach Hause (Shuffleton’s Barbershop, Fernsehfilm)
- 2013: Terror Z – Der Tag danach (The Demented)
- 2014: Deadly Daycare
- 2015: How Not to Propose (Fernsehfilm)
- 2015: Grandfathered (Fernsehserie, Folge 1x02 Familienausflug)
- 2016: Lucifer (Fernsehserie, Folge 1x01 Die teuflische Auszeit)
- 2016: The Night Shift (Fernsehserie, Folge 3x11 Trust Issues)
- 2016: Bad Best Friends – Der Tod vergisst nicht (10 Year Reunion, Fernsehfilm)
- 2017: Sweet Sweet Summertime
- 2017: Der Zweite Hochzeitstag (2 Years of Love)
- 2017: Me and My Grandma (Fernsehserie, 6 Folgen)
- 2018: A Friend’s Obsession (Fernsehfilm)
- 2019: The Creatress
- 2019–2022: Roswell, New Mexico (Fernsehserie, 9 Folgen)
- 2020: Batwoman (Fernsehserie, Folge 1x13 Drink Me)
- 2021: Agent Revelation
- 2022: The Rookie (Fernsehserie, 2 Folgen)
- 2023: 9-1-1: Notruf L.A. (9-1-1, Fernsehserie, Folge 6x17 Love Is in the Air)